# اچ‌ام‌اس کالیپسو (دی۶۱)
اچ‌ام‌اس کالیپسو (دی۶۱) (به انگلیسی: HMS Calypso (D61)) یک ناو کلاس سی نیروی دریایی پادشاهی بریتانیا به طول ۴۵۰ فوت (۱۴۰ متر) بود. این ناو در سال ۱۹۱۷ ساخته شده بود و در سال ۱۹۴۰ توسط یک زیردریایی ایتالیایی غرق شد.